# 阿尔塔雷
阿尔塔雷（義大利語：Altare），是意大利萨沃纳省的一个市镇。总面积11.74平方公里，人口2155人，人口密度183.6人/平方公里（2009年）。ISTAT代码为009005。